# Intel Server Management
Intel Server Management ist ein von Intel entwickeltes System, das der Überwachung von Systemfunktionen bei Servern dient. Um diese zu erfassen, kommt eine Software zum Einsatz, die kostenlos im Internet erhältlich ist.

## Software
Bei der Intel-Server-Manager-Software handelt es sich um eine Webanwendung. So kann die Software sowohl unter Windows als auch unter Linux betrieben werden. Die Software bietet eine Gesamtübersicht über das System und erfasst die unterschiedlichsten Daten der Hardware und des Betriebssystems. Unter anderem:
- Lüftergeschwindigkeit
- Temperaturen
- Spannungen
- Laufende Dienste
- Installierte Software

Des Weiteren bietet die Software eine Monitoring-Funktion an, mit der Hardwarefehler erkannt werden. Tritt dieser Fall auf, wird ein SNMP-Trap erzeugt und eine Meldung ausgegeben. Dies ermöglicht dem Administrator eine schnelle Diagnose von Hardwareproblemen. Die Software unterstützt auch eine Benachrichtigung per E-Mail oder SMS.

## Installation
Die Installation der Software kann in vier unterschiedlichen Varianten erfolgen:
1. Serverinstallation primäre Agenten: Bei dieser Installationsart wird die ISM-Serverkonsole und der ISM-Serveragent installiert. Der Agent sammelt die Informationen und die Konsole bietet das Webinterface um den Zugriff auf den Agenten zu ermöglichen (In-Band-Wartung). Außerdem wird der Server für die Out-of-Band-Wartung konfiguriert. Dabei handelt es sich um die Möglichkeit, das System auch dann zu warten, wenn das Betriebssystem nicht aktiv ist. Dies geschieht über eine serielle Schnittstelle.
2. Serverinstallation minimale Agenten: Wie 1., allerdings wird keine Serverkonsole installiert.
3. Serverinstallation ohne Agenten: Der Server wird nur für die Out-of-Band-Wartung konfiguriert
4. Administratorkonsole: Zusätzliche Webkonsole, in der sämtliche Server, die über das Netzwerk erreichbar sind, gewartet werden können. Diese Administratorkonsole bietet zusätzlich Funktionen wie das Herunterfahren und Neustarten der Rechner.

## Zusätzliche Hardwaremodule
Zusätzlich zu der Intel-Server-Manager-Software gibt es Hardware-Module, die in die Rechner eingebaut werden können, verfügbar in einer Professional Edition und einer Advanced Edition. Diese Hardware-Module bieten erweiterte Funktionen an, sind allerdings kostenpflichtig.